# Kommunalunternehmen
Ein Kommunalunternehmen (abgekürzt KU, im Falle gemeinsamer Kommunalunternehmen auch gKU) umfasst Aufgabenbereiche einer kommunalen Körperschaft (Gemeinden, Landkreise und Zweckverbände), die sich nach Art und Umfang für eine selbständige Wirtschaftsführung eignen und der öffentliche Zweck dies rechtfertigt.

## Allgemeines
Das deutsche Kommunalrecht sieht mehrere organisatorische Gestaltungsmöglichkeiten für kommunale Unternehmen vor. Öffentliche Betriebe und Verwaltungen können als Regiebetrieb, Eigenbetrieb oder privatrechtlich organisiert sein. Während Regie- und Eigenbetriebe noch eng in die kommunale Gebietskörperschaft integriert sind, haben Kommunalunternehmen eine eigene Rechtspersönlichkeit und sind formal betrachtet rechtlich, wirtschaftlich und organisatorisch von der sie tragenden Kommune getrennt. Der kommunalpolitische Einfluss und damit die Bindung an die Kommune kann durch die Konstruktion des Gesellschaftervertrags oder der Satzung weitgehend gestaltet werden. Mit dem Begriff Kommunalunternehmen wird zum Ausdruck gebracht, dass unternehmerische Tätigkeit durch Teilnahme am Wirtschaftsleben mit kommunaler Trägerschaft einhergeht.
Eine Gemeinde kann selbstständiges Sondervermögen in eine Anstalt des öffentlichen Rechts (Kommunalunternehmen), bestehende Regie- und Eigenbetriebe im Weg der Gesamtrechtsnachfolge in Kommunalunternehmen umwandeln.

## Geschichte
Die Möglichkeit für eine Gemeinde, die Rechtsform einer Anstalt des öffentlichen Rechts für ihre kommunalen Unternehmen zu wählen, wurde erstmals im Juli 1995 in Bayern eingeführt. Rheinland-Pfalz folgte dem bayerischen Vorbild im April 1998, Nordrhein-Westfalen im Juni 1999, Sachsen-Anhalt im April 2001, Schleswig-Holstein im Juni 2002, Niedersachsen im Januar 2003, Brandenburg im Januar 2008, Mecklenburg-Vorpommern im Juli 2011, und Hessen im Dezember 2011 sowie Thüringen Ende Juli 2013. In den nicht erwähnten Bundesländern gibt es die Möglichkeit für kommunale Unternehmen in der Rechtsform der Anstalt des öffentlichen Rechts nicht.
Die Rechtsform einer Anstalt des öffentlichen Rechts wurde als Alternative zu den Rechtsformen des Eigenbetriebes einerseits und der GmbH andererseits geschaffen, die beide aus unterschiedlichen Gründen nicht in jedem Fall als geeignete Rechtsform für kommunale Unternehmen angesehen werden. Im Gegensatz zum öffentlich-rechtlichen Eigenbetrieb, der zwar als selbständiges Sondervermögen der Gemeinde, aber ohne eigene Rechtspersönlichkeit geführt wird, kommt dem Kommunalunternehmen eine eigene Rechtsfähigkeit zu. Es kann daher gegenüber dem Eigenbetrieb freier auf dem Markt auftreten. Ausfluss der öffentlich-rechtlichen Organisationsform des Kommunalunternehmens und damit Vorteil gegenüber der privatrechtlichen GmbH ist, dass das Kommunalunternehmen im Rahmen der ihm übertragenen Aufgaben öffentlich-rechtlich handeln darf.

## Rechtsfragen
Der Begriff „Kommunalunternehmen“ wird als Rechtsbegriff in Bayern, Nordrhein-Westfalen (wenn auch nicht direkt in der Norm über das Kommunalunternehmen), Sachsen-Anhalt und Schleswig-Holstein und in der bundesweiten Literatur einheitlich für alle Länder verwendet.
Ein Kommunalunternehmen kann sich auch aktiv an anderen Unternehmen beteiligen, jedoch können andere Private (Unternehmen oder Privatpersonen) sich nicht unmittelbar an Kommunalunternehmen beteiligen. Alle Länder sehen vor, dass neben den gesetzlichen Regelungen Verordnungen mit näheren Bestimmungen über Kommunalunternehmen erlassen werden.

## Aufgaben
Kommunalunternehmen übernehmen ausschließlich Aufgaben im Rahmen der Daseinsvorsorge. Dazu gehören allgemein Leistungen, „derer der Bürger zur Sicherung einer menschenwürdigen Existenz unumgänglich bedarf.“ Konkret wird darunter die Bereitstellung (Grundversorgung) von Energie- und Wasserversorgung, Entsorgungswirtschaft, Krankenhäusern, Hafenbetrieben, sozialem Wohnungsbau, Friedhöfen und ÖPNV bis zu kulturellen, sportlichen und sozialen Angeboten verstanden. Im formalen Sinne gehören auch die kommunalen Sparkassen zu den Kommunalunternehmen, werden jedoch meist nicht unter diesen Begriff subsumiert, weil ihre Tätigkeit als Kreditinstitute keine Daseinsvorsorge darstellt.

## Gemeinsame Kommunalunternehmen
Nach Einführung des Kommunalunternehmens wurde ein Bedürfnis erkennbar, gemeinsame Kommunalunternehmen mehrerer Gemeinden zu errichten. Alle Länder (außer Brandenburg) haben daher inzwischen die Möglichkeit geschaffen, dass mehrere Gemeinden, (Land-)Kreise und Bezirke ein gemeinsames Kommunalunternehmen durch Vereinbarung einer Unternehmenssatzung errichten können. Bestehende Regie- und Eigenbetriebe können auf das gemeinsame Kommunalunternehmen im Weg der Gesamtrechtsnachfolge ausgegliedert werden, zumeist kann auch ein Zweckverband in ein gemeinsames Kommunalunternehmen umgewandelt werden.